# Пивной фестиваль в Пльзене
Pilsner Fest — крупнейший пивной фестиваль Чехии. Проводится в городе Пльзень в конце августа (ранее проходил в октябре) и является своеобразным финалом целого ряда всевозможных пивных празднеств, отмечающихся в чешских городах на протяжении всего лета.
На главной площади города проходят концерты, а в музее пива проходят костюмированные представления.